# 美少女戰士
《美少女戰士》（日語：美少女戦士セーラームーン，直譯「美少女戰士水手月亮」、簡稱《SM》和《美戰》）是日本漫畫家武內直子創作的魔法少女漫畫系列作品，以及其衍生的動畫、真人版電視劇、舞台劇、和電子遊戲等。漫畫在講談社發行的漫畫月刊《Nakayoshi》上連載，為日本少女漫畫的代表作之一。作為戰鬥系魔法少女作品的先驅之一，藉由90動畫版的推出，在全球亦十分知名。
故事講述青少女主角月野兔與她的朋友們化身水手服美少女戰士對抗邪惡勢力，守護地球、太陽系、甚至整個銀河系。

## 劇情大綱
住在東京麻布十番的月野兔是14歲的女中學生，某日她遇見會說話的黑貓露娜，露娜給她一枚神奇胸針，讓她可以變身成對抗邪惡勢力、保衛地球和平的水手月亮。露娜和月野兔集結了許多夥伴，一同尋找她們的公主和魔幻銀水晶。她們的夥伴包括資優生水野亞美，後來覺醒成為水手水星；精通占卜的神社巫女火野麗，覺醒成為水手火星；具有怪力的轉學生木野真琴，覺醒成為水手木星；比月野兔早數個月覺醒、以水手金星身分獨自作戰的愛野美奈子，以及水手金星的白貓夥伴阿提密斯。此外她們還結識不時會以燕尾服蒙面俠的身分幫助她們的男高中生地場衛。
在第一部中，月野兔和夥伴協力對抗黑暗帝國，黑暗帝國的成員四處找尋魔幻銀水晶，並解除帝國首腦美達莉雅女王的封印。美少女戰士們最終粉碎黑暗帝國的野心，月野兔和夥伴也找回前世的記憶。月野兔是古代月亮王國「銀千年」希蕾妮蒂公主，黑暗帝國發動戰爭導致月亮王國毀滅，希蕾妮蒂公主為了避難而轉世成月野兔，而她的守護者則轉世成其它美少女戰士，王國顧問露娜和阿提密斯也跟著來到地球，而希蕾妮蒂的戀人、地球王國的王子安迪米奧則轉世為地場衛。
在第二部時，美少女戰士們遇見地場衛和月野兔的女兒小小兔，她從三十世紀的「水晶東京」而來，該時期的東京由新希蕾妮蒂女王統治，並遭到來自外星球的黑色月亮襲擊，小小兔因此逃往二十世紀尋求協助。為了拯救未來，水手月亮和夥伴進行時空旅行並遇見時空之門守護者水手冥王星。在決戰中，水手冥王星為了拯救美少女戰士們而犧牲自我，使被敵人洗腦的小小兔覺醒成為水手小月亮。
第三部登場了賽車手天王遙和小提琴家海王滿，分別覺醒成為水手天王星和水手海王星，兩人的職責是保護太陽系免受外部威脅。水手冥王星轉世成物理系學生冥王剎那，和天王星、海王星一起執行任務，企圖殺死被她們視為毀滅者、轉世為女孩土萌螢的水手土星。然而在水手土星覺醒後，她和其它美少女戰士們共同對抗該部的主要敵人來自異次元的死亡毀滅者，並在過程中犧牲。月野兔亦獲得傳說中的聖杯，得以變身成超級水手月亮拯救地球，而小螢則轉世為嬰兒，在隨後的故事再次覺醒。
第四部的反派神秘馬戲團死亡月亮入侵地球王國的黃金聖地艾利西恩，俘虜王國的祭司艾利歐斯，艾利歐斯化身天馬向美少女戰士們求助。此部的反派利用美少女戰士們內心的恐懼攻擊她們，藉此探討她們的夢想和惡夢，同時也令她們獲得全新的力量，另外還講述作為地球守護者的地場衛，也是艾利西恩的聖石黃金水晶的持有者。最後在決戰地場衛和眾美少女戰士集結力量，使月野兔變身為永恆水手月亮，擊敗死亡月亮的妮黑蕾亞女王。
在第五部中，來自金木樨星的水手星光三人組、星球首領火球公主和神祕女孩小小登場，和美少女戰士們一起對抗水手凱拉克西雅率領的銀河之影，銀河之影長期在銀河系肆虐，並殺死其他水手戰士，竊取他們生命的本質「星球種子－水手水晶」。隨著地場衛和夥伴們被奪取星球種子紛紛灰飛煙滅，水手月亮與星光三人組、火球公主和小小前往星球種子的誕生根源銀河大鍋，試圖復活戰友並對抗水手凱拉克西雅和混沌的源頭卡歐斯。

## 登場人物
美少女戰士的主要人物,包含太陽系的水手服十個戰士（以內地五位戰士和小小兔,為核心成員）、男主角地場衛（燕尾服蒙面俠）和三隻貓（1.露娜、2.阿提密斯、3.黛安娜）。
在第五部登場的水手星光三人組（水手星光鬥士、水手星光製造者、水手星光療癒師）和小小有時也被列為主要人物。
太陽系的水手服十戰士有：
- 1.月野兔（水手月亮）
- 2.水野亞美（水手水星）
- 3火野麗（水手火星）
- 4木野真琴（水手木星）
- 5愛野美奈子（水手金星，正式登場前以水手V的身分獨自作戰）
- 6小小兔（水手小月亮，第二部登場[1]，小兔在未來世界的女兒）
- 7天王遙（水手天王星，第三部登場）
- 8海王滿（水手海王星，第三部登場）
- 9冥王剎那（水手冥王星，第二部登場）
- 10土萌螢（水手土星，第三部登場）

## 創作
1991年武內直子於日本講談社雜誌《るんるん》推出《水手服戰士V》的短篇漫畫，並於翌年開始不定期連載，內容描述中學生愛野美奈子變身為正義的戰士水手V與邪惡的力量作戰，魔法少女結合戰士的設定大獲好評，並引起東映動畫的興趣。但當時「水手V」已是其他商家鋼筆的註冊商標，為方便作品將來發展至其他媒介，改以同一世界觀創作《美少女戰士》。本漫畫在《Nakayoshi》連載，連載期間為1992年至1997年，單行本推出共十八集；還有一本外傳《竹取公主的戀人》（也就是90動畫第三期Super電影版的故事），被收錄在單行本的第11集裡；总销售量一共为1200万本。
在2003年，為了配合寫實版的電視，武内直子利用现代CG技术重新繪畫封面及部份的內容，再版新裝版的漫画共十二册，另外將原版收錄的番外篇獨立出來共兩册。2012年，香港天下出版社开始每月发行新装版的繁体中文授权版。
之後為了慶祝《美少女戰士》20週年，於2013年年底再次推出完全版，共十冊（含原版收錄的番外篇），2019年由青文出版社發行《美少女戰士 完全版》繁體中文版本。《美少女戰士 完全版》全球授權超過十種語言的版本，在2019年10月同步於全球發布十種語言版本的電子書。

### 原畫集和設定集
美少女戰士每一個系列,都會有一本由武內直子用彩色墨水繪畫的彩色原畫集。除了有基本的五本原畫集之外，還有兩本集的刊物：Sailor Moon Original Picture Collection Volume Infinity和 Sailor Moon Materials Collection。
Sailor Moon Original Picture Collection Volume Infinity，1997年夏天在日本發售。這本畫集的圖是由武內直子老師的好友、同事、漫畫助手、《美少女戰士》的動畫製作人和聲優們所畫的賀圖或感想，只有三張是武內直子為這本畫集而繪畫。連武內直子本人也說，曾經問出版社「真的要出版嗎」？而畫集最後幾頁.刊登了一頁美少女戰士第一輯裏其中一張彩頁的初稿，武內直子對sailor v的回憶，美少女戰士初代全一頁的初期人物設定資料草圖（水手四戰士，海野和迷之少女），美少女戰士第一次在《Nakayoshi》的下期預告出現的預告.和漫畫第18期最後四頁的草圖。
Sailor Moon Materials Collection，在1999年推出，這是美少女戰士第一至五集的人物設定本，有些人物在漫畫或是動畫中從未出現過，在設定本的後幾頁，刊登某些戰士的Q版圖，幾張彩頁和一篇短篇。

## 出版書籍

### 單行本
| 冊數           | 講談社         | 講談社                 |
| 冊數           | 發售日期       | ISBN                   |
| -------------- | -------------- | ---------------------- |
| 1              | 1992年7月6日   | ISBN 978-4-06-178721-7 |
| 2              | 1992年10月6日  | ISBN 978-4-06-178731-4 |
| 3              | 1993年4月6日   | ISBN 978-4-06-178744-6 |
| 4              | 1993年7月6日   | ISBN 978-4-06-178753-5 |
| 5              | 1993年11月6日  | ISBN 978-4-06-178764-0 |
| 6              | 1994年3月5日   | ISBN 978-4-06-178772-1 |
| 7              | 1994年7月6日   | ISBN 978-4-06-178781-0 |
| 8              | 1994年11月2日  | ISBN 978-4-06-178790-2 |
| 竹取公主的戀人 | 1994年11月17日 | ISBN 978-4-06-319548-1 |
| 9              | 1995年2月6日   | ISBN 978-4-06-178797-7 |
| 10             | 1995年6月6日   | ISBN 978-4-06-178806-0 |
| 11             | 1995年7月6日   | ISBN 978-4-06-178809-4 |
| 12             | 1995年9月6日   | ISBN 978-4-06-178814-0 |
| 13             | 1995年12月6日  | ISBN 978-4-06-178820-5 |
| 14             | 1996年3月6日   | ISBN 978-4-06-178826-4 |
| 15             | 1996年7月5日   | ISBN 978-4-06-178835-3 |
| 16             | 1996年9月6日   | ISBN 978-4-06-178841-8 |
| 17             | 1996年12月6日  | ISBN 978-4-06-178849-3 |
| 18             | 1997年4月4日   | ISBN 978-4-06-178858-2 |

| 冊數    | 講談社         | 講談社                 | 天下出版   | 天下出版               |
| 冊數    | 發售日期       | ISBN                   | 發售日期   | ISBN                   |
| ------- | -------------- | ---------------------- | ---------- | ---------------------- |
| 1       | 2003年9月19日  | ISBN 978-4-06-334776-1 | 2012年1月  | ISBN 978-988-8096-91-6 |
| 2       | 2003年9月22日  | ISBN 978-4-06-334777-7 | 2012年3月  | ISBN 978-988-8096-92-3 |
| 3       | 2003年10月23日 | ISBN 978-4-06-334783-4 | 2012年12月 | ISBN 978-988-8096-93-0 |
| 4       | 2003年11月21日 | ISBN 978-4-06-334803-2 | 2013年8月  | ISBN 978-988-8096-94-7 |
| 5       | 2003年12月22日 | ISBN 978-4-06-334828-8 | 2013年12月 | ISBN 978-988-8096-95-4 |
| 6       | 2004年1月23日  | ISBN 978-4-06-334835-0 | 2014年4月  | ISBN 978-988-8096-96-1 |
| 7       | 2004年2月23日  | ISBN 978-4-06-334842-3 | 2014年10月 | ISBN 978-988-8096-97-8 |
| 8       | 2004年3月23日  | ISBN 978-4-06-334857-1 | 2015年1月  | ISBN 978-988-8096-98-5 |
| 9       | 2004年4月23日  | ISBN 978-4-06-334865-2 | 2015年4月  | ISBN 978-988-8096-99-2 |
| 10      | 2004年5月21日  | ISBN 978-4-06-334873-3 | 2015年6月  | ISBN 978-988-8096-00-8 |
| 11      | 2004年6月23日  | ISBN 978-4-06-334885-7 | 2015年10月 | ISBN 978-988-8097-01-2 |
| 12      | 2004年7月23日  | ISBN 978-4-06-334896-2 | 2015年10月 | ISBN 978-988-8097-02-9 |
| 短篇集1 | 2004年8月23日  | ISBN 978-4-06-334910-1 |            |                        |
| 短篇集2 | 2004年9月22日  | ISBN 978-4-06-334915-2 |            |                        |

| 冊數 | 講談社         | 講談社                 | 青文出版社    | 青文出版社             |
| 冊數 | 發售日期       | ISBN                   | 發售日期      | ISBN                   |
| ---- | -------------- | ---------------------- | ------------- | ---------------------- |
| 1    | 2013年11月27日 | ISBN 978-4-06-364933-8 | 2019年4月30日 | ISBN 978-986-356-595-6 |
| 2    | 2013年11月27日 | ISBN 978-4-06-364934-5 | 2019年4月30日 | ISBN 978-986-356-596-3 |
| 3    | 2013年12月25日 | ISBN 978-4-06-364935-2 | 2019年4月30日 | ISBN 978-986-356-810-0 |
| 4    | 2013年12月25日 | ISBN 978-4-06-364936-9 | 2019年5月31日 | ISBN 978-986-356-811-7 |
| 5    | 2014年1月24日  | ISBN 978-4-06-364937-6 | 2019年5月31日 | ISBN 978-986-356-812-4 |
| 6    | 2014年1月24日  | ISBN 978-4-06-364938-3 | 2019年7月15日 | ISBN 978-986-356-813-1 |
| 7    | 2014年2月28日  | ISBN 978-4-06-364941-3 | 2019年7月15日 | ISBN 978-986-356-814-8 |
| 8    | 2014年2月28日  | ISBN 978-4-06-364942-0 | 2019年7月15日 | ISBN 978-986-356-815-5 |
| 9    | 2014年3月28日  | ISBN 978-4-06-364943-7 | 2019年8月8日  | ISBN 978-986-356-816-2 |
| 10   | 2014年3月28日  | ISBN 978-4-06-364944-4 | 2019年8月8日  | ISBN 978-986-356-817-9 |

### 插畫集
| 冊數  | 講談社        | 講談社                        | 接力出版社 | 接力出版社        |
| 冊數  | 發售日期      | ISBN                          | 發售日期   | CIP               |
| ----- | ------------- | ----------------------------- | ---------- | ----------------- |
| Vol.Ⅰ | 1994年8月18日 | ISBN 978-4-06-324507-3        | 1999年     | 字(1999)第48931号 |
| Vol.Ⅱ | 1994年10月5日 | ISBN 978-4-06-324508-0        | 1999年     | 字(1999)第48932号 |
| Vol.Ⅲ | 1996年8月5日  | ISBN 978-4-06-324518-9        | 1999年     | 字(1999)第48933号 |
| Vol.Ⅳ | 1996年10月5日 | ISBN 978-4-06-324519-6        | 1999年     | 字(1999)第48934号 |
| Vol.Ⅴ | 1997年8月18日 | ISBN 978-4-06-324522-6        | 1999年     | 字(1999)第48935号 |
| Vol.∞ | 1997年6月30日 | USAG I-00-000000-0I（同人誌） |            |                   |

| 冊數 | 講談社        | 講談社                 |
| 冊數 | 發售日期      | ISBN                   |
| ---- | ------------- | ---------------------- |
| 全   | 1999年10月1日 | ISBN 978-4-06-324521-7 |

## 動畫

### 電視動畫
《美少女戰士》動畫作品共分為五個系列，後來於2012年宣布為了慶祝20周年決定再次推出重製版，不過經過幾番延滯後直到2014年才推出。
在劇情方面，雖然動畫版是根據漫畫版所改編，不過因為是近同步製作，在設定方面仍有諸多不同，例如最明顯的便是水手火星的性格被更動，於劇情發展上也不盡相同。儘管如此，動畫版仍可說是造就《美少女戰士》如此受歡迎不可或缺的媒體，並成為一代經典動畫。
| 系列                   | 播放話數            | 日本首播日期                 | 備註                            |
| ---------------------- | ------------------- | ---------------------------- | ------------------------------- |
| 美少女戰士             | 1-46話（全46話）    | 1992年3月7日～1993年2月27日  | 對應漫畫第一期                  |
| 美少女戰士R            | 47-89話（全43話）   | 1993年3月6日～1994年3月5日   | 對應漫畫第二期（包含動畫原創）  |
| 美少女戰士S            | 90-127話（全38話）  | 1994年3月19日～1995年2月25日 | 對應漫畫第三期                  |
| 美少女戰士SuperS       | 128-166話（全39話） | 1995年3月4日～1996年3月2日   | 對應漫畫第四期                  |
| 美少女戰士Sailor Stars | 167-200話（全34話） | 1996年3月9日～1997年2月8日   | 對應漫畫第五期（包含動畫原創）  |
| 美少女戰士Crystal      | 第1、2期：1-26話    | 2014年7月5日～2015年7月18日  | 重製版。 以原作為主要改編基礎。 |
| 美少女戰士Crystal      | 第3期：27-39話      | 2016年4月4日～6月27日        | 重製版。 以原作為主要改編基礎。 |

#### 播出情形
首播
- 1992年3月7日在日本首播的電視動畫。
- 香港於1994年7月8日在無綫電視翡翠台首播。
- 台灣於1995年5月31日在華視首播，後來在中國大陸也有播出，英文版的片名，在某些地方譯為“Pretty Soldier Sailor Moon”。電視動畫全200集，分為五部，即《美少女戰士》、《美少女戰士R》、《美少女戰士S》、《美少女戰士SuperS》和《美少女戰士Sailor Stars》，每部動畫與漫畫同步推出，其風靡的程度，讓它被翻譯成許多語言在世界各國播放，同時亦衍生出多種玩具及電子遊戲，為數超過5,000款，但自2004年起，動畫版權持有人東映動畫停止授予美少女戰士動畫的海外播放及銷售版權，直到2010年8月，動畫於香港及台灣重播為止。[51]
- 俄罗斯於1999年在莫斯科31頻道首播。
- 2012年7月6日在東京六本木舉行，紀念作品20週年的談話活動中，發表制作美少女戦士動畫新作的決定，新作其後命名為《美少女戰士Crystal》，透過NICONICO動畫全世界同時播放，主題曲由組合桃色幸運草Z主唱[52]，2014年4月28日在NICONICO超会议3的美少女战士20周年企画特别舞台上，新作的制作STAFF与CAST隆重发表，新作于2014年7月5日起通过NICONICO动画向全球同步放送[53]。

### 劇場版
| 片名                                                                                            | 日本上映日期                               | 備註 |
| ----------------------------------------------------------------------------------------------- | ------------------------------------------ | --- |
| 劇場版美少女戰士R （台譯：「花朵的約定」；港譯：「星夜傳說」）                                  | 1993年12月5日                              | 一名神秘少年突然出現在小兔等人面前。並向地場衛說要遵受兒時的承諾，帶阿衛到花之行星去。於是小兔等人到行星，阿衛这時才記得那少年承諾會為他帶來一朵漂亮的花給他，而這朵花就是控制著少年菲歐雷的邪惡之花。為了侵略地球，邪惡之花開始襲擊大家，大家決心展開地球保衛戰。水準極高。 |
| 劇場版美少女戰士S （台譯：「輝夜姬的戀人」；港譯：「水晶計劃」）                                | 1994年12月4日                              | 某星體準備接近地球，原來正是冰雪輝夜公主的陰謀。天文學家宇宙翔拾得一塊從天掉下的結晶。某次露娜因生病而差點給車撞到，幸得阿翔相救，露娜不自覺對他產生情愫。一日，一班神秘雪女到來襲擊，原來阿翔拾得的結晶是雪女為了冰凍世界的東西，阿翔因而受到神秘病魔所侵，這是結晶吸收他的能量，九戰士為了保護大家，一起對抗雪女。 本篇是根據漫畫原著單行本第十一集「竹姬的情人」所作，台版將雪女譯為「冰雪輝夜」。 |
| 劇場版美少女戰士SuperS （台譯：「夢想的黑洞」；原日文意思：「水手九戰士集合！夢想黑洞的奇蹟」） | 1995年12月3日                              | 每逢深夜三時，都會有妖精吹笛吸引小孩坐上他們的宇宙船飛往夢之城。某日，妖精又開始計劃，原來這是妖魔的詭計，連豆釘兔也中計。大家決心到夢之城拯救，惡魔想帶走小孩的目的竟是吸光他們的夢想能量，這部劇場版並沒有在香港電視台播放。 |
| 劇場版美少女戰士Eternal                                                                         | 2021年1月8日（前篇） 2021年2月11日（後篇） | 延續電視動畫美少女戰士Crystal，改編自第四期的內容，前篇原定於2020年9月11日在日本上映。2020年6月，因2019冠狀病毒病的影響，前後兩篇分別延期至2021年1月8日及2月11日在日本上映。 |
| 劇場版美少女戰士Cosmos                                                                          | 2023年6月9日（前篇） 2023年6月30日（後篇） | 延續電視動畫美少女戰士Crystal和劇場版美少女戰士Eternal，改編自第五期的內容，前後兩篇分別於2023年6月9日及6月30日在日本上映。 |

 劇場版片尾曲 
| 類別                | 歌曲                  | 作詞       | 作曲           | 編曲   | 歌手                                             |
| ------------------- | --------------------- | ---------- | -------------- | ------ | ------------------------------------------------ |
| 劇場版R片尾曲       | 「Moon Revenge」      | 冬杜花代子 | 小坂明子       | 林有三 | 三石琴乃、富澤美智惠、久川綾、篠原惠美、深見梨加 |
| 劇場版R 短編片尾曲  | 「」                  | 武內直子   | 永井誠         | 林有三 | 三石琴乃、富澤美智惠、久川綾、篠原惠美、深見梨加 |
| 劇場版S片尾曲       | 「Moonlight Destiny」 | 佐藤ありす | 池毅           | 戸塚修 |                                                  |
| 劇場版SuperS 片尾曲 | 「」                  | 佐藤ありす | 鈴木キサブロー | 戸塚修 |                                                  |

## 音樂劇
美少女战士音乐剧（セーラームーンミュージカル Sailor Moon Musical），简写为Seramyu（日文简写セラミュ的罗马字拼写）。起始于1993年8月，至2005年1月休止，12年间共有26出剧目，演出848场。
美少女战士音乐剧以美少女战士动画版的人物和故事大纲为蓝本。除吸血鬼系列外，每部作品都独立成章，以音乐剧为表现形式重新演绎了美少女战士这部作品。

### 音樂劇版本

#### 萬代公演
以女主角月野兔的扮演者为主要标志，美少女战士音乐剧分为四个时期。
第一代Sailor Moon的扮演者大山安座（大山アンザ Anza Oyama），出演时间为从音乐剧开始到1998年冬季的《永远传说（改订版）》为止。为配合动画的热播，以动画情节的改编为主。虽然因物质条件和经验的限制，有很多不尽如人意的地方，但也是人员和发展最稳定的时期，这一时期属于发展阶段。
出演剧目如下：
- 1993夏《美少女战士Sailor Moon 外传 黑暗王国复活篇》
- 1994冬《美少女战士Sailor Moon 外传 黑暗王国复活篇（改订版）》
- 1994夏《美少女战士Sailor Moon S 小兔 通往爱战士之路》
- 1995冬～春《美少女战士Sailor Moon S 变身 通往超级战士之路》
- 1995夏《美少女战士Sailor Moon SS 梦战士 爱 永远》
- 1996冬《美少女战士Sailor Moon SS（改订版）梦战士 爱 永远 土星复活篇）
- 1996夏《美少女战士Sailor Moon Sailor stars》
- 1997冬《美少女战士Sailor Moon Sailor stars（改订版）》
- 1997夏《美少女战士Sailor Moon 永恒传说》
- 1998冬《美少女战士Sailor Moon 永恒传说（改订版）》

第二代Sailor Moon的扮演者原史奈（原史奈 Fumina hara），出演时间为从1998年夏季的《新·传说降临》到1999年夏季的《辉夜岛传说（改订版）暑假！宝石探险队》为止。因动画版的结束，主要演员基本全部离开，在吸收新演员的同时开始了原创剧目的尝试，这一时期属于过渡阶段。
出演剧目如下：
- 1998夏《美少女战士Sailor Moon 新传说降临》
- 1999春《美少女战士Sailor Moon 辉夜岛传说》
- 1999夏《美少女战士Sailor Moon 辉夜岛传说（改订版）暑假！宝石探险队》

第三代Sailor Moon的扮演者神户美雪（神户みゆき Miyuki Kanbe），出演时间为整个吸血鬼系列。经过上一时期的磨合，在脱离动画版的框架推出完全原创的系列剧目的同时，众多受观众喜爱的演员也在这一时期成长起来，属于探索阶段。
出演剧目如下：
- 2000冬《美少女战士Sailor Moon 新 变身·通往超级战士之路 最后的德拉库拉序曲》
- 2000夏《美少女战士Sailor Moon 决战 特兰西瓦尼亚森林 新登场！守护小月亮的战士们》
- 2001冬《美少女战士Sailor Moon 决战 特兰西瓦尼亚森林（改订版）最强的敌人 黑暗该隐之迷》
- 2001春《美少女战士Sailor Moon 最后的德拉库拉最终章 超级行星死之巴鲁卡的封印》

第四代Sailor Moon的扮演者黑木真理奈（ Marina Kuroki），出演时间为2001年夏季的《诞生！黑暗公主 Black lady》到2005年冬季《新辉夜岛传说（改订版）》音乐剧休止为止。在继续动画情节的改编的同时，也进行了老剧目的翻演，至音乐剧全面休止。这一时期属于总结收关阶段。
出演剧目如下：
- 2001夏《美少女战士Sailor Moon 誕生！黑暗公主 Black lady》
- 2002冬《美少女战士Sailor Moon 誕生！黑暗公主 Black lady（改订版） 行星奈美西斯之迷》
- 2002春《美少女戦士Sailor Moon 10th ANNIVERSARY Festival》
- 2002夏《美少女战士Sailor Moon 无限学园Mistress labyrinth》
- 2003冬《美少女战士Sailor Moon 无限学园Mistress labyrinth（改订版）》
- 2003夏《美少女战士Sailor Moon Star lights 流星传说》
- 2004冬《美少女战士Sailor Moon 火球王妃降临》
- 2004夏《美少女战士Sailor Moon 新辉夜岛传说》
- 2005冬《美少女战士Sailor Moon 新辉夜岛传说（改订版）》

#### Nelke Planning公演
第五代Sailor Moon的扮演者大久保聡美（おおくぼ さとみ Satomi Ohkubo），出演时间为2013年秋季的《美少女戦士セーラームーン-La Reconquista》到2015年秋季《美少女戦士セーラームーン-Un Nouveau Voyage》音乐剧休止为止。
出演剧目如下：
- 2013秋 《美少女戦士セーラームーン-La Reconquista》
- 2014夏 《美少女戦士セーラームーン-Petite Étrangère》
- 2015秋 《美少女戦士セーラームーン-Un Nouveau Voyage》

第六代Sailor Moon的扮演者野本ほたる（のもと ほたる Hotaru Nomoto），出演时间为2016年秋季的《美少女戦士セーラームーン-Amour Eternal》。
出演剧目如下：
- 2016秋 《美少女戦士セーラームーン-Amour Eternal》
- 2017秋 《美少女戦士セーラームーン-Le Mouvement Final》

#### 乃木坂46（2018／2019／2024）
作為從2017年開始的《美少女戰士》25週年紀念項目的一部分，「乃木坂46版音樂劇 美少女戰士」在6月和9月進行。從乃木坂46成員中選出的10人的水手戰士被分成兩隊「MOON 隊」和「STAR 隊」進行雙卡司演繹。角色的部分，山下美月（Team MOON）及井上小百合（Team STAR）飾演水手月亮／月野小兔、伊藤理理杏（Team MOON）及渡邊美裡愛（Team STAR）飾演水手水星／水野亞美、高山一實（Team MOON）及寺田蘭世（Team STAR）飾演水手火星／火野小麗、能條愛未（Team MOON）及梅澤美波（Team STAR）飾演水手木星／木野真琴、樋口日奈（Team MOON）及中田花奈（Team STAR）飾演水手金星／愛野美奈子，兩隊分別由5位成員演繹5位水手戰士。作為美少女戰士反派角色的貝莉爾女王為玉置成實，月野兔命運般的戀人 ─ 地場衛 (禮服幪面俠) 則是由從2014至2017年所上演的『美少女戰士』系列中擔任水手冥王星的石井美繪子來飾演。
舞臺劇導演則是由擅長將影像及音樂融合在一起的編劇及導演來擔任，劇本是、音樂是和田俊介、作詞由擔任。
公演從6月8日至24日在天王洲 銀河劇場開演，9月公演則是從21日至30日在TBS赤阪ACT劇場，而兩個場地的表演內容也會有不同的調整。六月的內容是原作第一部黑暗王國版和特別現場表演組成，在特別的現場表演中，繼前一年的表演之後再度演唱「月光傳說」，萬代公演主題曲「La Soldier」也在13年後首次使用。
在2019年10月和11月的二度公演中，水手戰士的演員陣容得到更新，美少女戰士的角色將由「久保史緒里」扮演。標題變更為「乃木坂46版音樂劇『美少女戰士』2019」。除了水手戰士之外的主要演員陣容則繼續出演。導演ウォーリー木下繼續執導該劇。 11月的演出則是乃木坂46版本首次在海外演出、於上海演出。
在2024年4月的三度公演中，演員陣容全面更新，主要演員由乃木坂46的第五期成員出演。標題更改為乃木坂46「第五代」版舞台劇《美少女戰士》2024。
其他
曾于2001年到2002年之间在音乐剧中扮演水野亚美的河边千惠子，在2003年开拍的写实真人版中亦出演了大阪奈留一角，在音乐剧的爱好者中曾成为话题。
音乐剧曾于2004年5月上海动漫形象博览会上进行过小型演出，包括第四代Sailor Moon的扮演者黑木真理奈在内的五名音乐剧演员登台表演。但是由于媒体对音乐剧不够了解，一则被广泛引用的网络新闻曾使很多人误认为此“音乐剧”是同时在日本出演的真人版的《超级闪光演唱会》的一部分，在音乐剧爱好者中亦曾成为话题。
在2008年6月18日，第三代Sailor Moon的扮演者神户美雪（神戸みゆき）因心衰竭逝世，得年24歲。

## 電子遊戲
| 日文標題 | 中文標題                               | 平台        | 類型     | 發行公司 | 發售日期       |
| -------- | -------------------------------------- | ----------- | -------- | -------- | -------------- |
|          | 美少女戰士                             | Game Boy    | 動作     | Angel    | 1992年12月18日 |
|          | 美少女戰士                             | 超級任天堂  | 動作     | Angel    | 1993年8月27日  |
|          | 美少女戰士R                            | 超級任天堂  | 動作     | 萬代     | 1993年12月29日 |
|          | 美少女戰士R                            | Game Boy    | 動作     | Angel    | 1994年4月22日  |
|          | 美少女戰士                             | Mega Drive  | 動作     | MA-BA    | 1994年7月8日   |
|          |                                        | 超級任天堂  | 益智     | 萬代     | 1994年7月15日  |
|          | 美少女戰士                             | PC Engine   | 冒險     | 萬普     | 1994年8月5日   |
|          | 美少女戰士 Collection                  | PC Engine   |          | 萬普     | 1994年11月25日 |
|          | 美少女戰士S 場外亂鬥!? 主角爭奪戰      | 超級任天堂  | 格鬥     | Angel    | 1994年12月16日 |
|          | 美少女戰士S                            | Game Gear   | 動作     | 萬代     | 1995年1月27日  |
|          |                                        | 超級任天堂  | 益智     | 萬代     | 1995年2月24日  |
|          | 美少女戰士S                            | 3DO         | 格鬥     | 萬代     | 1995年3月17日  |
|          | 美少女戰士                             | 大型電玩    | 動作     | 萬普     | 1995年3月22日  |
|          | 美少女戰士 ANOTHER STORY               | 超級任天堂  | 角色扮演 | Angel    | 1995年9月22日  |
|          |                                        | 超級任天堂  | 益智     | 萬代     | 1995年12月8日  |
|          | 美少女戰士SuperS 全員參加!! 主角爭奪戰 | 超級任天堂  | 格鬥     | Angel    | 1996年3月29日  |
|          |                                        | 超級任天堂  | 益智     | 萬代     | 1996年9月27日  |
|          | 美少女戰士SuperS 真・主角爭奪戰        | PlayStation | 格鬥     | Angel    | 1996年3月8日   |
|          | 美少女戰士SuperS Various Emotion       | SEGA土星    | 格鬥     | Angel    | 1996年11月29日 |
|          |                                        | 大型電玩    | 益智     | 萬普     | 1997年         |

## 外部連結
- 美少女戰士官方HP （页面存档备份，存于）
- 美少女戰士實寫版官方網站 CBC （页面存档备份，存于）
- 美少女戰士實寫版官方網站 東映
- 青文出版 美少女戰士完全版 專屬網頁 （页面存档备份，存于）
- Sailor Moon Wikia
- Wikimoon
- Crystal Mansion 水晶公館 （页面存档备份，存于）（繁體中文）